# Priest...Live!
Priest…Live! — другий живий альбом англійської групи Judas Priest, який вийшов 21 червня 1987 року.

## Композиції
1. Out in the Cold — 6:51
2. Heading Out to the Highway — 4:53
3. Metal Gods — 4:11
4. Breaking the Law — 2:42
5. Love Bites — 5:27
6. Some Heads Are Gonna Roll — 4:23
7. The Sentinel — 5:13
8. Private Property — 4:51
9. Rock You All Around the World — 4:41
10. Electric Eye — 4:19
11. Turbo Lover — 5:53
12. Freewheel Burning — 5:01
13. Parental Guidance — 4:10
14. Living After Midnight — 7:24
15. You've Got Another Thing Comin' — 8:05

## Склад
- Роб Галфорд — вокал
- К. К. Даунінг — гітара
- Глен Тіптон — гітара
- Ієн Гілл — бас-гітара
- Дейв Холланд — ударні